# Гранове (Берестинський район)
Гра́нове — село в Україні, у Берестинському районі Харківської області. Населення становить 12 осіб. Орган місцевого самоврядування— Іванівська сільська рада.

## Географія
Село Гранове знаходиться на лівому березі річки Берестовенька, вище по течії на відстані 1 км розташоване село Старовірівка, нижче за течією на відстані 2 км розташоване село Берестовенька, на протилежному березі — село Кирилівка.

## Історія
- 1800 — дата заснування.

## Населення
Згідно з переписом УРСР 1989 року чисельність наявного населення села становила 16 осіб, з яких 7 чоловіків та 9 жінок.
За переписом населення України 2001 року в селі мешкало 12 осіб.

### Мова
Розподіл населення за рідною мовою за даними перепису 2001 року:
| Мова       | Відсоток |
| ---------- | -------- |
| українська | 83,33 %  |
| російська  | 16,67 %  |